# Wybory parlamentarne w Jordanii w 2010 roku
Wybory parlamentarne w Jordanii w 2010 roku – wcześniejsze wybory do Izby Reprezentantów przeprowadzone 9 listopada 2010. Zorganizowane po zmianie prawa wyborczego, w rok po rozwiązaniu parlamentu przez króla, przyniosły zwycięstwo kandydatom niezależnym popierającym politykę Abd Allaha II. Islamska opozycja zbojkotowała głosowanie. 

## Organizacja wyborów
Zgromadzenie Narodowe Jordanii składa się z mianowanego przez władcę Senatu oraz Izby Reprezentantów, liczącej od 2010 roku 120 członków wybieranych na 4-letnią kadencję. 108 deputowanych wybieranych jest w głosowaniu powszechnym w jednomandatowych okręgach. Wśród nich 12 miejsc przeznaczonych jest dla mniejszości etnicznych i religijnych (9 dla chrześcijan oraz 3 dla Czerkiesów). Pozostałych 12 mandatów zarezerwowanych jest dla kobiet (kandydatki z największą procentową liczbą głosów, które nie dostały się do parlamentu w głosowaniu powszechnym). 
Poprzednie wybory odbyły się w listopadzie 2007. Jednakże w listopadzie 2009, w połowie kadencji parlamentu, król Abd Allah II rozwiązał izbę, przejmując rządy bezpośrednie. Nie podał do wiadomości publicznej powodów swej decyzji, niemniej jednak parlament krytykowany był przez część społeczeństwa, mediów i opozycję za nieefektywność i nadmierne skupianie się na sprawach lokalnych. Choć zgodnie z prawem wcześniejsze wybory powinny odbyć się w ciągu kilku miesięcy, król odłożył głosowanie do czasu opracowania nowego prawa wyborczego. W połowie czerwca 2010 rząd jako datę wyborów wyznaczył 9 listopada 2010. 

## Sytuacja przed wyborami
Główna partia opozycyjna Islamski Front Działań, wywodząca się z umiarkowanego odłamu Bractwa Muzułmańskiego, skrytykowała nową ordynację wyborczą, faworyzującą jej zdaniem przy podziale mandatów wiejską ludność beduińską popierającą politykę króla nad ludność miejską, mającą w dużej mierze palestyńskie pochodzenie i stanowiącą potencjalny elektorat islamistów. 
Do udziału w wyborach zarejestrowanych zostało 763 kandydatów, w tym 134 kobiety. Niemalże wszyscy z nich startowali jako kandydaci niezależni. Wywodzili się jednak w większości z plemion beduińskich przychylnych polityce rządzącej dynastii haszymidzkiej. 
Islamski Front Działań we wrześniu 2010 ogłosił bojkot wyborów w proteście przeciwko nowemu prawu wyborczemu. Tylko nieliczni jego członkowie zdecydowali się na start jako kandydaci niezależni. W październiku 2010 Amnesty International doniosła o przypadkach zastraszania opozycji politycznej i aresztowaniach działaczy islamskich. Premier Samir ar-Rifa’i zadeklarował, że władze zamierzają przeprowadzić uczciwe wybory zgodnie z prawem.

## Głosowanie i wyniki
Uprawnionych do głosowania było ponad 2,6 mln osób spośród 6,3 mln obywateli. W czasie głosowania dochodziło do starć różnych grup przeciwników politycznych. W wymianie ognia w pobliżu Karak zginęła jedna osoba. W Ammanie policja do rozpędzenia ścierającego się tłumu użyła gazu łzawiącego. 
Według oficjalnych wyników większość miejsc w parlamencie zdobyli kandydaci lojalni w stosunki do króla lub wywodzący się z takichże plemion. Mandaty objęło 78 deputowanych zasiadających w izbie po raz pierwszy. Frekwencja wyborcza wyniosła 53%. 17 mandatów objęli kandydaci wywodzący się z opozycyjnych partii politycznych. Do parlamentu dostał się również jeden spośród 7 kandydatów niezależnych, którzy złamali bojkot ogłoszony przez islamistów.
Według międzynarodowych obserwatorów głosowanie przebiegło w wiarygodny sposób. Obserwatorzy skrytykowali jednak prawo wyborcze faworyzujące ludność wiejską.